# Debenec
Debenec – wieś w Słowenii, w gminie Mirna. W 2018 roku liczyła 58 mieszkańców.